# Caryophyllia capensis
Espèce
Statut CITES
Caryophyllia capensis est une espèce de coraux appartenant à la famille des Caryophylliidae.